# Osedax
Osedax es un género de anélidos necrófagos que pertenece a la familia Siboglinidae, de la clase poliquetos. Los primeros ejemplares fueron recogidos en 1996. Otros fueron descubiertos en febrero de 2002 por el submarino oceanográfico ROV Tiburón cerca de California, en el Cañón de Monterrey, a una profundidad de 2800 m. El género fue establecido en 2004, y cuenta con unas quince especies.
Osedax significa "comedor de huesos" en latín, haciendo referencia a la manera en que estos gusanos excavan galerías en los huesos de los cadáveres de ballenas grises para llegar a la grasa de la que se alimentan. A falta de boca y estómago, digieren estos lípidos gracias a ciertos ácidos que secretan para disolver la materia ósea,liberando el colágeno y los lípidos atrapados en el hueso que luego son absorbidos. El colágeno es metabolizado por ciertas bacterias simbióticas del orden Oceanospirillales, que viven en su interior, y es convertido en otros compuestos orgánicos que sí pueden ser absorbidos.

## Anatomía y fisiología
Al carecer de estómago y de boca, Osedax depende de ciertas especies simbióticas de bacterias que ayudan en la digestión de las proteínas y aceites de ballena y liberan los nutrientes que los gusanos pueden absorber. Los Osedax tienen coloridos penachos de plumas que actúan como branquias, e inusuales estructuras como raíces que absorben los nutrientes. Los Osedax secretan ácido (en lugar de depender de sus dientes) para taladrar el hueso y así acceder a los nutrientes. Entre 50 y 100 machos enanos microscópicos viven en el interior de una sola hembra y nunca se desarrollan más allá del estadio larval.

## Reproducción
Gusanos hembras del género Osedax han sido observados poniendo huevos tanto en la naturaleza como en acuarios de laboratorio (Rouse et al., 2009). La especie Osedax rubiplumus puede generar cientos de ovocitos de una sola vez. Los endosimbiontes de estos gusanos, las bacterias Oceanospirillales, no fueron observadas en los ovocitos desovados, todo lo cual sugiere que se adquieren después de que los gusanos se insertan en los huesos. En los adultos, las bacterias están localizadas en estructuras similares a raíces que crecen en el hueso de ballena. Este gusano parece ser muy fecundo y se reproduce continuamente. Esto ayuda a explicar por qué Osedax es un género tan diverso, a pesar de la rareza de las ballenas hundidas en el océano.
Los individuos macho del género Osedax son enanos microscópicos que viven como "harenes" dentro del lumen del tubo gelatinoso que rodea a cada hembra. Una misma hembra puede albergar a cientos de machos dentro de su tubo.

## Historia
Después de su descubrimiento en 2002, el género fue anunciado en la revista Science en 2004.
A finales de 2005, un experimento realizado por biólogos marinos suecos dio como resultado el descubrimiento de una especie de gusano en el Mar del Norte en la costa occidental de Suecia. En el experimento, un cadáver de ballena minke que había sido lavada en tierra fue sumergida a una profundidad de 120 m (390 pies) y vigilada durante varios meses. Los biólogos se sorprendieron al encontrar que, a diferencia de los descubrimientos anteriores, las nuevas especies, coloquialmente conocidas como "flores mocosas comedoras de hueso" por su nombre científico (Osedax mucofloris), vivían en aguas muy poco profundas en comparación con los descubrimientos anteriores.
En noviembre de 2009, los investigadores informaron que habían encontrado hasta 15 especies de gusanos comedores de hueso viviendo en Monterey Bay, en la costa de California.

## Nicho ecológico

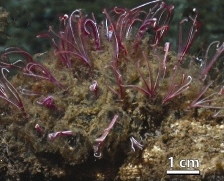
Osedax frankpressi

El papel de Osedax en la degradación de los restos de vertebrados marinos es controvertido. Algunos científicos como Martín Tresguerres, Sigrid Katz, y Greg Rouse, del Instituto Scripps de Oceanografía de la Universidad de California, piensan que Osedax está especializado en huesos de ballena, mientras que otros piensan que posee más bien una alimentación generalista. Esta controversia se debe a una paradoja biogeográfica: a pesar de la rareza y el carácter efímero de las carcasas de ballena, los Osedax tienen un amplio rango biogeográfico y son sorprendentemente diversos. Una hipótesis avanzada para explicar esta paradoja es que los Osedax son capaces de colonizar una gran variedad de restos de vertebrados además de los huesos de ballena. Esta hipótesis está apoyada por un experimento realizado con huesos de vaca suspendidos por encima del fondo del mar. Una gran variedad de especies de Osedax colonizaron con éxito estos huesos. Los Osedax también han sido observados colonizando huesos de mamíferos terrestres mezclados con los residuos de cocina arrojados por las embarcaciones de superficie. Otros científicos se han opuesto a esta hipótesis señalando cómo el experimento con huesos de vaca no encontró ningún hábitat natural y también por la baja probabilidad de que huesos de mamíferos terrestres lleguen al fondo del océano en cantidades significativas. También señalan otros casos de alimentos caídos al fondo en los que los restos desaparecieron rápidamente para la colonización por Osedax y la falta de colonización observada en casos similares. El verdadero papel de los Osedax en la degradación de los restos de vertebrados marinos es significativo para la tafonomía de los vertebrados marinos. Agujeros muy similares a los realizados por las especies de Osedax han sido encontrados en los huesos de antiguas aves marinas, lo que sugiere que el género pudo haber tenido alguna vez un rango más amplio de alimentos.

## Especies
- Osedax frankpressi
- Osedax japonicus[13]
- Osedax mucofloris
- Osedax roseus
- Osedax rubiplumus